# Liste der türkischen Botschafter in Argentinien
Dies ist eine Liste der osmanischen und türkischen Botschafter in Argentinien.
Das osmanische Reich und Argentinien nahmen 1910, entsprechend einer konsularischen Vereinbarung in Rom diplomatische Beziehungen auf.
1926 wurde zwischen der türkischen Regierung von İsmet İnönü und der argentinischen Regierung von Marcelo Torcuato de Alvear ein Freundschaftsvertrag unterzeichnet.
1935 wurden erneut diplomatische Beziehungen aufgenommen und 1936 ein Botschafter entsandt.

## Chronologische Übersicht
| Ernennung Akkreditierung | Name                | Bemerkungen   | ernannt von           | akkreditiert bei der Regierung | Posten verlassen |
| ------------------------ | ------------------- | ------------- | --------------------- | ------------------------------ | ---------------- |
| 1910                     | Emir Emin Arslan    | Generalkonsul | Mehmed VI.            | Roque Sáenz Peña               |                  |
| 1936                     | Abdullahat Akşin    | Botschafter   | Mustafa Kemal Atatürk | Agustín Pedro Justo            | 1946             |
| 26. Sep. 1946            | Emin Ali Sipahi     | Botschafter   | İsmet İnönü           | Juan Perón                     | 1950             |
| 1952                     | Cemil Vasfi         | Botschafter   | Celâl Bayar           | Juan Perón                     | 1955             |
| 1957                     | Kenan Gökart        | Botschafter   | Celâl Bayar           | Pedro Eugenio Aramburu         | 1960             |
| 1960                     | Fehmi Nuza          | Botschafter   | Cemal Gürsel          | Arturo Frondizi                | 1962             |
| 1962                     | Oğuz Gökmen         | Botschafter   | Cemal Gürsel          | José María Guido               | 1964             |
| 1964                     | Fuat Kepenek        | Botschafter   | Cemal Gürsel          | Arturo Umberto Illia           | 1968             |
| 1968                     | Talat Miraz         | Botschafter   | Cevdet Sunay          | Juan Carlos Onganía            | 1971             |
| 1971                     | Haluk Sayınsoy      | Botschafter   | Cevdet Sunay          | Alejandro Agustín Lanusse      | 1976             |
| 1976                     | İsmail Soysal       | Botschafter   | Fahri Korutürk        | Jorge Rafael Videla            | 1980             |
| 1980                     | Ali Binkaya         | Botschafter   | Fahri Korutürk        | Jorge Rafael Videla            | 1983             |
| 1983                     | Pertev Subaşı       | Botschafter   | Kenan Evren           | Raúl Alfonsín                  | 1985             |
| 1985                     | Gündüz Tunçbilek    | Botschafter   | Kenan Evren           | Raúl Alfonsín                  | 1989             |
| 1989                     | Semih Belen         | Botschafter   | Turgut Özal           | Carlos Menem                   | 1991             |
| 1991                     | Aydın Tosun         | Botschafter   | Turgut Özal           | Carlos Menem                   | 1994             |
| 1994                     | Sencar Özsoy        | Botschafter   | Süleyman Demirel      | Carlos Menem                   | 1998             |
| 1998                     | Erhan Yiğitbaşıoğlu | Botschafter   | Süleyman Demirel      | Carlos Menem                   | 2002             |
| 2002                     | Şükrü Tufan         | Botschafter   | Ahmet Necdet Sezer    | Eduardo Duhalde                | 2006             |
| 2007                     | Hayri Hayret Yalav  | Botschafter   | Abdullah Gül          | Cristina Fernández de Kirchner | 2010             |
| 2011                     | Metin Hüsrev Ünler  | Botschafter   | Abdullah Gül          | Cristina Fernández de Kirchner |                  |